# Freier (Wasserfall)

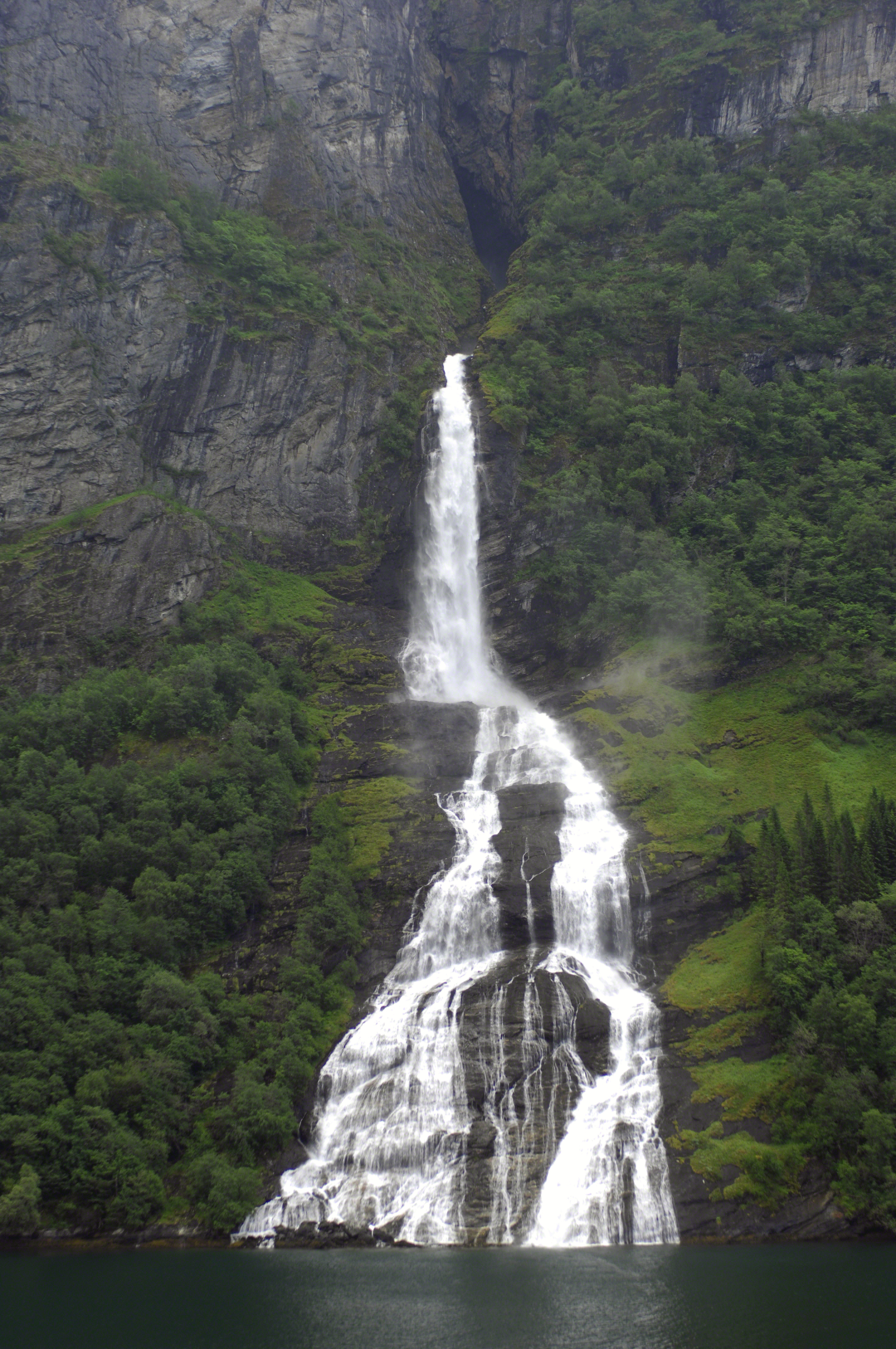
Wasserfall Freier, mit "Flasche" im unteren Teil, 2011

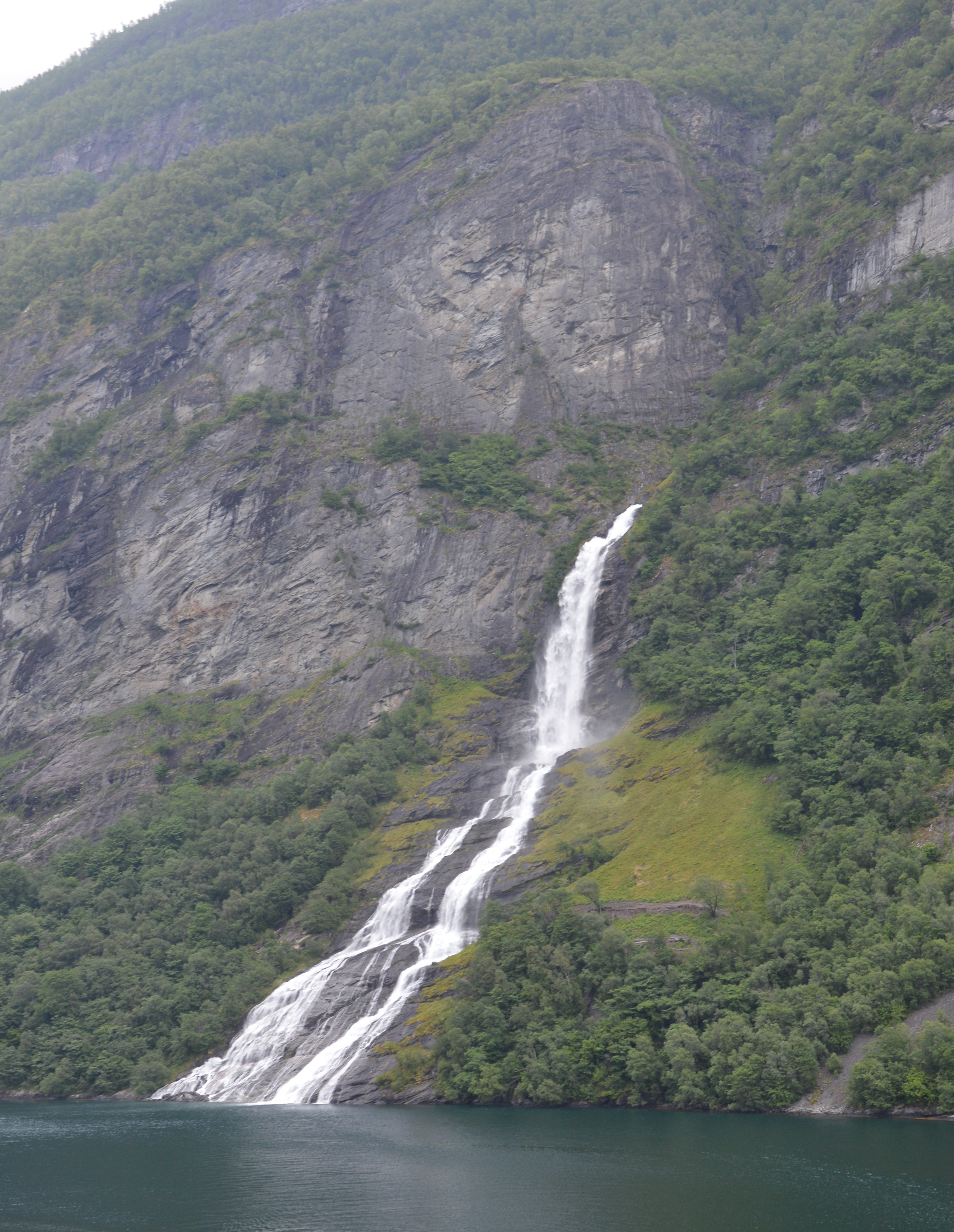
2017

Der Freier (norwegisch: Friaren, auch Geitfossen oder Skageflåfossen) ist ein Wasserfall im Geirangerfjord in der norwegischen Gemeinde Stranda in der Provinz Møre og Romsdal.
Er befindet sich auf der südöstlichen Seite des Fjords gegenüber dem bekannten Wasserfall Sieben Schwestern. Der Wasserfall wird vom Gebirgsbach Geitelva gebildet, der hier über eine Höhe von 275 Metern in den Fjord stürzt. Andere Angaben nennen als Höhe 440 Meter. Der größte vertikale Fall beträgt 125 Meter. Durchschnittlich führt der Fall eine Wassermenge von sechs Kubikmeter je Sekunde. Die Breite des Falls liegt zwischen 15 und 30 Metern, wobei er zu seiner Mündung hin breiter wird. Im unteren Teil umspült er Felsen, die einen flaschenartigen Umriss zeigen.
Weitere norwegische Namen für den Wasserfall sind Friarfossen, Geitfossen und Skageflafossen.
Der Name Freier steht in Zusammenhang mit dem gegenüber liegenden Wasserfall der Sieben Schwestern. Der Sage nach wurde jede der sieben Schwestern nacheinander von einem Freier gefragt, ob sie seine Frau werden wollten, was sie jedoch jeweils ablehnten. Der Freier ergab sich dann dem Trunk. Der Wasserfall habe daher die Form einer Flasche angenommen.